# Raymond III van Toulouse
Raymond III Pons van Toulouse, (ca. 900 - tussen 944/969), was in zijn tijd de machtigste edelman in het zuiden van Frankrijk.
Raymond Pons volgde in 924 zijn vader Raymond II van Toulouse op als graaf van Toulouse, heer van Carcassonne, Albi, Rouergue, Quercy, Razès, Béziers en Agde. In datzelfde jaar verdreef hij de Hongaren uit de Provence. In 932 zwoer hij trouw aan Rudolf I van Frankrijk, die hem beloonde met de titel van hertog van Aquitanië, graaf van Auvergne en met het markizaat Gothië. Raymond Pons stichtte in 936 het klooster van Chanteuges en deed in dat jaar ook een schenking aan het klooster van Saint-Pons-de-Thomières. In 937 deed hij een schenking aan de kerk van Béziers. In 944 werd hij in zijn titels bevestigd door koning Lodewijk IV. Raymond Pons is begraven in Saint-Pons-de-Thomières.
De naam Pons was geen bijnaam maar een gewone voornaam. Hierdoor ontstaat vaak verwarring over de identiteit van de verschillende heren van Toulouse die allemaal Raymond heetten. Hier wordt Raymond Pons "Raymond III" genoemd en zijn zoon dus "Raymond IV". Veel andere bronnen noemen Raymond Pons "Raymond Pons" en zijn zoon "Raymond III", wat natuurlijk doorwerkt in latere generaties.
Raymond Pons was zoon van Raymond II van Toulouse en van Guinidilda, mogelijk dochter van Wifried I van Barcelona en Guinehilde. Raymond was gehuwd met Gersenda, dochter van graaf Garcia II van Gascogne en Amuna. Zij kregen de volgende kinderen:
- Raymond (IV)
- een onbekende dochter, ( vermoedelijk is dit Liutgardis van Toulouse ) moeder van Amelius die blijkens het testament van Gersenda in 972 vermoedelijk een kleinzoon van haar is.

Gersenda bemiddelde in 969 een overeenkomst tussen de aartsbisschop van Narbonne en het klooster van Saint-Pons de Thomières (het optreden van Gersenda geeft aan dat haar man dan is overleden). In 972 doet ze een schenking aan Saint-Pons de Thomières en maakt haar testament.